# Surčin
Surčin (em cirílico:Сурчин) é uma vila e um município da Sérvia localizada no distrito de Belgrado, na região de Syrmie. A sua população era de 14292 habitantes segundo o censo de 2002.

## Demografia
| 1948  | 1953  | 1961  | 1971   | 1981   | 1991   | 2002   |
| ----- | ----- | ----- | ------ | ------ | ------ | ------ |
| 3 487 | 6 599 | 6 160 | 10 654 | 12 575 | 12 264 | 14 292 |